# Вопросы истории КПСС
«Вопросы истории КПСС» (укр. Питання історії КПРС; від листоп. 1991 — «Кентавр») — щомісячний науковий журнал. Виходив у Москві від липня 1957 як орган Інституту марксизму-ленінізму при ЦК КПРС. До листопада 1991 публікувалися теоретичні та проблемні статті з історії КПРС, комуністичних та робітничих партій, міжнародного робітничого руху та ін. Від листопада 1991 — щомісячний історико-політологічний журнал. В оновленому виданні вміщуються статті та матеріали з історії сучасності, зокрема переклади російською мовою праць зарубіжних дослідників, висвітлюються проблеми історії Росії. У постійній рубриці «Росія і сучасний світ» порушуються питання національних інтересів Росії в СНД. Розділи: «Политологический анализ эпохи», «Вопросы политической и социальной теории», «Партии и движения», «Страницы истории», «За семью печатями: из секретных материалов», «Новые документы» та інші.